# Arnost Zvi Ehrman
Arnost Zvi Ehrman (* 1914 in Kráľovský Chlmec; † 1976) war Jurist und Rabbiner und trat besonders durch seinen Beitrag zur Popularisierung der talmudischen Halacha hervor, lange bevor Steinsaltz oder die Schottenstein-Edition sich an ähnliche Unternehmungen heranwagten.

## Leben
Ehrman besuchte tschechoslowakische und Schweizer Talmudhochschulen. 1942 promovierte er an der Universität Bern zum Dr. jur. mit einer Arbeit über Schweizer Staatsrecht. 1947 wurde er durch Israel Brodie am Jews’ College in London als Rabbiner eingesetzt (Semicha). Im selben Jahr wanderte er in das Britische Mandatsgebiet Palästina aus. 1949 wurde er von der Israel Bar Association, dem Berufsverband israelischer Juristen, als Mitglied aufgenommen.
Von 1949 bis 1952 forschte er am Harry Fischel Institute, worauf seine Arbeit Ḥuḳat mishpaṭ (1957) gründet. 1952/53 war er Assistent von Jacob J. Rabinowitz und dozierte an der Hebräischen Universität Jerusalem talmudisches Recht. Von 1953 bis 1959 war Ehrman Minister der Nairobi Hebrew Congregation (mit einer Unterbrechung 1957 für einen Aufenthalt am Institute of Jewish Studies in Manchester).
1961 kehrte er nach Israel zurück, wo er seine akademische Karriere fortsetzte.